# Santiago Cordero
Santiago Cordero (Buenos Aires, 6 dicembre 1993) è un rugbista a 15 argentino, utility back (tre quarti ala e talora estremo) del Bordeaux Bègles in Top 14.

## Biografia
Cresciuto nel Regatas, club del distretto bonaerense di Bella Vista, con tale club debuttò nel campionato dell'URBA; nel 2013 entrò a far parte del Piano di Alto Rendimento della Federazione e fu aggregato alla squadra dei Pampas XV che disputava in Sudafrica la Vodacom Cup.
A fine anno debuttò nei Pumas a Twickenham contro l'Inghilterra.
Dopo solo una stagione nei Pampas, tuttavia, visto lo scarso impiego, decise di abbandonare il progetto e di tornare nel suo club.
A giugno 2015 la Federazione rimise Cordero sotto contratto triennale che prevedeva anche l'impegno per la nascente franchise da schierare nel Super Rugby allargato a 18 squadre nel 2016 e che successivamente prese il nome di Jaguares.
Più avanti nella stagione fu convocato alla Coppa del Mondo di rugby 2015 in Inghilterra in cui i Pumas giunsero quarti.
Dopo due stagioni di Super Rugby con la franchigia argentina, nel 2018 si legò al club inglese Exeter.
Cordero vanta anche un invito dai Barbarians nel 2013 per un incontro a Twickenham contro la selezione di Figi.

## Palmarès
- Coppe Anglo-Gallesi: 1
Exeter Chiefs: 2017-18